# Louis Henri de Pardaillan de Gondrin (1620-1674)
Pour les articles homonymes, voir Louis Henri de Pardaillan de Gondrin.
Louis Henri de Pardaillan de Gondrin né vers le milieu de l’année 1620 au château de Gondrin, mort le 19 septembre 1674 à l'abbaye de Chaumes-en-Brie, est un prélat français, archevêque de Sens.

## Biographie
Septième fils d'Antoine-Arnaud de Pardaillan de Gondrin et de Paule de Saint-Lary de Bellegarde, sa seconde femme, sœur de Roger de Bellegarde, il commence ses études au Collège de La Flèche. Il va ensuite poursuivre ses études de philosophie à l’Université de Paris, puis il fait des études de théologie pendant trois ans à la Sorbonne.
Le 4 novembre 1643, son cousin, Octave de Saint-Lary de Bellegarde, archevêque de Sens, le demanda et l'obtint de la Régente, Anne d'Autriche, comme coadjuteur. Confirmé le 6 février 1645, il est nommé le même jour archevêque in partibus d’Héraclée-en-Europe (de) et consacré comme tel le 14 mai de la même année. Après la mort de son cousin, il lui succède comme archevêque de Sens le 26 juillet 1646.
De tendance janséniste, fervent ami de Messieurs de Port-Royal, ce qui le fera qualifier par quelques-uns de « pessimus jansenistarum », il est en lutte ouverte avec l’assemblée du Clergé, avec les partisans du Formulaire et, de tout temps, très hostile aux Jésuites qu’il persécute en 1653. Il les interdit dans son diocèse tant qu'ils refusèrent d'observer ses ordonnances. Il poursuivit aussi les Capucins, avant de tempérer ses opinions.
Le 28 mars 1654, il signe une lettre de l'Assemblée du clergé au pape Innocent X où les prélats reconnaissaient que les cinq propositions étaient de Jansenius en distinguant, comme les évêques d’Alet, de Pamiers, d’Angers et de Beauvais, la question de fait de celle de droit. Le 6 septembre 1656, il signe aussi la lettre que l'assemblée écrit au pape Alexandre VII ainsi que son formulaire mais il voulut avoir des égards vis-à-vis des évêques qui n'étaient pas aussi persuadés que lui de l'obligation de signer le formulaire d'Alexandre VII.
Quoique estimé pour ses vertus, il a été écarté de l’assemblée du Clergé, où sa province est représentée par l’évêque d’Auxerre mais, en juillet 1661, il finira par donner satisfaction au Saint-Siège et rentrera en grâce auprès du Roi. Il resta un évêque zélé, défendant les intérêts de l'Église romaine et de l'épiscopat. En 1668, voulant confier le collège de Provins à des religieux, le maire et les échevins avaient commencé des négociations avec les jésuites. Gondrin publia, le 2 février 1668, une ordonnance où il déclarait « s’opposer avec une vigueur épiscopale aux Frères de la société du nom de Jésus. » Les habitants de Provins offrirent alors leur collège aux Barnabites, et le contrat était déjà signé entre ceux-ci et l’abbé d’Aligre, agissant au nom de la ville et du chapitre, quand Gondrin refusa de ratifier les clauses du traité et entama des négociations avec le P. Senault, alors supérieur général de l’Oratoire de Jésus, pour confier le collège aux Oratoriens.
Il se tint éloigné de la Cour, n'appréciant pas les faveurs que sa propre nièce, Madame de Montespan, recevait du roi Louis XIV. Sa publication des anciens canons contre le concubinage fit beaucoup de bruit. Un jour, il souffleta la Montespan pour sa conduite qu'il jugeait scandaleuse. Cela lui valut une lettre de cachet du roi l'éloignant de sa ville épiscopale, mais il continua de s'occuper des devoirs de sa charge disant que si le roi le faisait arrêter, il l'excommunierait.